# Yari Silvera
Yari David Silvera (Treinta y Tres, 20 de febrero de 1976) es un exfutbolista uruguayo que jugó como mediocampista. Militó en diversos clubes de Uruguay y el exterior. Integró el plantel de la selección uruguaya en la Copa América 1997 en Bolivia.

## Clubes
| Club                       | País          | Año       |
| -------------------------- | ------------- | --------- |
| River Plate                | Uruguay       | 1997-1999 |
| Huachipato                 | Chile         | 2000      |
| Bucheon SK                 | Corea del Sur | 2000-2001 |
| Plaza Colonia              | Uruguay       | 2001-2002 |
| Banfield                   | Argentina     | 2002-2003 |
| Bucheon SK                 | Corea del Sur | 2003      |
| Alianza F.C.               | El Salvador   | 2003-2004 |
| Juventud Las Piedras       | Uruguay       | 2005      |
| Heredia                    | Guatemala     | 2005-2006 |
| Cerro Largo                | Uruguay       | 2006      |
| Rampla Juniors             | Uruguay       | 2007      |
| Central Español            | Uruguay       | 2008      |
| Club Defensor de Maldonado | Uruguay       | 2011-2013 |